# Deuxième maison de Mayenne
Pour un article plus général, voir Maison de Mayenne.
 (janvier 2013).
 (septembre 2022).
Après avoir démontré péremptoirement que la féodalité héréditaire n'existe pas en Mayenne avant le XIe siècle, M. Bertrand de Broussillon en arrive à Mayenne : « Pour Mayenne, dit-il, qui passe pour avoir été un fief dès le IXe siècle, et à qui Guyard de la Fosse donne pour seigneurs à cette époque : Méen, Ruellon, Aubert, Geoffroy et Juhel, la charte 245 du Cartulaire de Saint-Vincent vient préciser les faits de manière à ne laisser aucun doute sur le nom de son premier seigneur, et sur la date de son inféodation. Cet acte, dont la rédaction se place entre 1067 et 1070, fut approuvé par Geoffroy, fils d'Hamon, lequel Geoffroy avait reçu de Foulques Nerra, comte d'Anjou, soit entre 1014 et 1040, la propriété du château de Mayenne. Cette inféodation ne saurait évidemment être placée avant l'an mil, sans attribuer à Geoffroy une longévité d'autant plus exagérée qu'il vivait encore après 1082. »
Pour l'abbé Angot, il faut rejeter non seulement les Aubert de 922, les Geoffroy Ier et Juhel Ier, mais la branche parasite d'Hamelin. qui aurait eu des enfants, Robert et Constance ou Clémence, au choix, et des petits-enfants, d'après les pièces fausses du chartrier.
Geoffroy II de Mayenne, fils d'Hamon, eut certainement une longévité rare[réf. nécessaire]. Gaultier, son fils, était marié à Adeline avant 1050. Le père vécut jusqu'en 1098, et Gaultier et Adeline lui succédèrent après un court interrègne d'Hugue, leur oncle, pendant une absence sans doute. Le Cartulaire de Saint-Julien de Tours établit le premier terme de cette thèse ; les annales de Mayenne, le second.

## Généalogie
```
Famille de Mayenne
│
├─>Hamelin de Château du Loir
[
2
]

│  X  Hildeburge de Creil
[
2
]

│  │
│  ├─> 
Hamon de Mayenne
 (
1010
-
1040
)
│  │  X
│  │  │
│  │  ├─> 
Geoffroy II de Mayenne
 (
1030
-
1098
)
│  │  │  X Mathilde d'Alluye
│  │  │  │
│  │  │  ├─> 
Gautier IV de Mayenne
 (
1060
-)
│  │  │  │  X Adeline de Presles
│  │  │  │  │
│  │  │  │  ├─> 
Juhel II de Mayenne
 (
1087
-
1161
)
│  │  │  │  │   X Clémence Adèle de Ponthieu
│  │  │  │  │   │
│  │  │  │  │   ├─> 
Geoffroy III de Mayenne
 (
1135
-
1170
)
│  │  │  │  │   │  X 
Isabelle de Meulan

│  │  │  │  │   │  │
│  │  │  │  │   │  ├─> 
Juhel III de Mayenne
 (
1163
-
1220
)
│  │  │  │  │   │  │  │   X 
Gervaise de Dinan

│  │  │  │  │   │  │  │   │
│  │  │  │  │   │  │  │   ├─> 
Isabelle de Mayenne
 (
1200
-
1257
)
│  │  │  │  │   │  │  │   │   X 
Dreux le Jeune de Mello

│  │  │  │  │   │  │  │   │   X 
Louis 
I
er
 de Sancerre

│  │  │  │  │   │  │  │   │
│  │  │  │  │   │  │  │   ├─> 
Gervaise de Mayenne
 (
1202
-)
│  │  │  │  │   │  │  │   │   X 
Pierre de Vendôme

│  │  │  │  │   │  │  │   │
│  │  │  │  │   │  │  │   ├─> 
Marguerite de Mayenne
 (
1205
-
1238
)
│  │  │  │  │   │  │  │   │   X 
Henri II de Penthièvre

│  │  │  │  │   │  │  │   │   │
│  │  │  │  │   │  │  │   │   ├─> 
Alain II d'Avaugour
 (
1235
-
1272
)
│  │  │  │  │   │  │  │   │   │   X 
Clémence de Dinan

│  │  │  │  │   │  │  │   │   │   │
│  │  │  │  │   │  │  │   │   │   ...
Branche d'Avaugour
...
│  │  │  │  │   │  │  │   │   │
│  │  │  │  │   │  │  │   │   ├─> 
Juhaël d'Avaugour
 (
1235
-
1272
)
│  │  │  │  │   │  │  │   │   │   X 
Adeline de Lescluse

│  │  │  │  │   │  │
│  │  │  │  │   │  ├─>  
Clémence de Mayenne
 (
1164
-)
│  │  │  │  │   │  │    X 
Robert IV de Sablé

│  │  │  │  │   │
│  │  │  │  │   ├─>  
Gautier de Mayenne

│  │  │  │  │   │    X 
Cecily Fitz John

│  │  │  │  │
│  │  │  │  ├─>  
Mathilde de Mayenne

│  │  │  │  │    X 
Hugues II de Bourgogne

│  │  │  │
│  │  │  ├─>
Mathilde de Mayenne
 (-
1191
)
│  │  │  │   X 
André II de Vitré II

│  │  │  │
│  │  │  X 
Hildeberge de Cornouaille

│  │  │  │
│  │  │  X  Gervaise de Châteaumur
│  │  │  │
│  │  │  ├─>
Berthe de Mayenne
 (
1085
-)
│  │  │  │   X 
Jean de Beauvau

│  │  │
│  │  ├─>Robert Brochard de Château du Loir
[
2
]

│  │  │  X Elisabeth N.
│  │  │
```